# Ralph Connor (Chemiker)
Ralph Connor  (* 12. Juli 1907; † 1. Mai 1990 in Sun City, Arizona) war ein US-amerikanischer Chemiker (Organische Chemie). 
Connor wurde 1932 an der University of Wisconsin, Madison bei Homer B. Adkins promoviert (The hydrogenolysis of organic compounds). Dabei führte er mit Adkins den Namen Hydrogenolyse bei der Kohlenstoff-Sauerstoff-Bindung ein. Er war Professor an der University of Pennsylvania und im Zweiten Weltkrieg Abteilungsleiter des National Defense Research Committee. Danach war er Forschungsdirektor und Vorstandsvorsitzender bei der Firma Rohm and Haas.
Er befasste sich mit organischer Chemie, Katalyse, Sprengstoffen, Synthese und Reaktionsmechanismen.
1967 erhielt er die Priestley-Medaille und die American Institute of Chemists Gold Medal (1963) und die Chemical Industry Medal.

## Schriften
- mit Reynold C. Fuson, Charles C. Price, Harold R. Snyder: A brief course in organic chemistry. Wiley 1947